# Zonitoschema pallidissima
Zonitoschema pallidissima es una especie de coleóptero de la familia Meloidae.
La especie fue descrita científicamente por Reitter en el año 1908.